# Piper petens
Piper petens är en pepparväxtart som beskrevs av William Trelease. Piper petens ingår i släktet Piper och familjen pepparväxter. Inga underarter finns listade i Catalogue of Life.